# 登迪山
08°50′34″N 38°00′41″E / 8.84278°N 38.01139°E

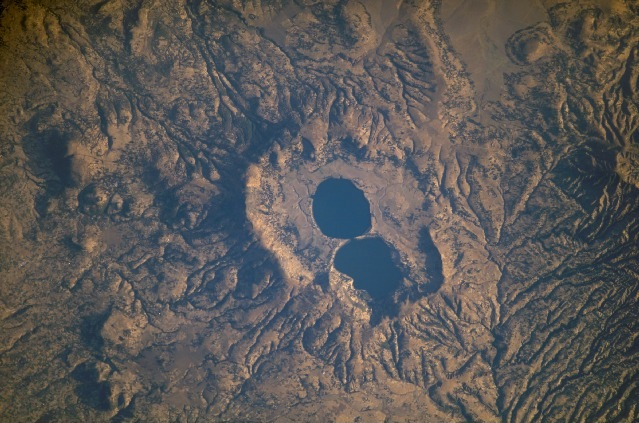

登迪山是埃塞俄比亞的火山，位於該國中南部奧羅米亞州，毗鄰首都亞的斯亞貝巴，距離該國最高火山翁奇山13.5公里，該火山口寬8公里。